# Aghchorguitt
Aghchorguitt è uno dei sei comuni del dipartimento di Aleg, situato nella regione di Brakna in Mauritania. Contava 9.188 abitanti nel censimento della popolazione del 2000.